# Governatori di Castel Gandolfo
Il 24 settembre 1728 papa Benedetto XIII con la Bolla Aequitatis tolse il dominio di Frascati al Maggiordomo dei Sacri Palazzi concedendo a questi in cambio il dominio pro tempore su Castel Gandolfo, che dal 1604 era un possesso inalienabile della Santa Sede e dal 1628 ospitava tra alterne vicende le villeggiature del Papa. Da allora fino al settembre 1870, Castel Gandolfo dipese dal Maggiordomo, che amministrava anche la giustizia nel feudo indipendentemente dai tribunali dello Stato Pontificio.
| Nome                                  | Anno di insediamento | Anno di decadenza |
| ------------------------------------- | -------------------- | ----------------- |
| Camillo Cybo-Malaspina                | 24 settembre 1728    | 23 marzo 1729     |
| Francesco Scipione Maria Borghese     | 23 marzo 1729        | 6 luglio 1729     |
| Troiano Acquaviva d'Aragona           | 6 luglio 1729        | 1º ottobre 1732   |
| Girolamo Colonna                      | 1º ottobre 1732      | 9 settembre 1743  |
| Marcantonio Colonna                   | 9 settembre 1743     | 23 settembre 1759 |
| Giovanni Ottavio Bufalini             | 23 settembre 1759    | 21 luglio 1766    |
| Giovanni Battista Rezzonico           | 21 luglio 1766       | 10 settembre 1770 |
| Giovanni Archinto                     | 22 ottobre 1770      | 15 aprile 1776    |
| Giovanni Ottavio Manciforte Sperelli  | 1º maggio 1776       | 23 giugno 1780    |
| Romoaldo Braschi-Onesti               | 11 settembre 1780    | 2 gennaio 1787    |
| Filippo Lancellotti                   | 2 gennaio 1787       | 21 febbraio 1794  |
| Giuseppe Simone Vinci                 | 21 febbraio 1794     | 30 settembre 1795 |
| Marino Carafa di Belvedere            | 1º ottobre 1795      | 23 febbraio 1801  |
| Giuseppe Gavotti                      | 23 febbraio 1801     | 22 dicembre 1807  |
| Benedetto Naro                        | 30 dicembre 1807     | 8 marzo 1816      |
| Agostino Rivarola                     | 8 marzo 1816         | 30 settembre 1817 |
| Antonio Maria Frosini                 | 1º ottobre 1817      | 10 marzo 1823     |
| Giovanni Francesco Marazzani Visconti | 10 marzo 1823        | 2 ottobre 1826    |
| Luigi Del Drago                       | 2 ottobre 1826       | 2 luglio 1832     |
| Costantino Patrizi Naro               | 2 luglio 1832        | 11 luglio 1836    |
| Adriano Fieschi                       | 11 luglio 1836       | 13 settembre 1838 |
| Francesco Saverio Massimo             | 13 settembre 1838    | 24 gennaio 1842   |
| Alerame Pallavicini                   | 24 gennaio 1842      | 1º novembre 1848  |